# Amblysomus robustus
La talpa dorata robusta (Amblysomus robustus) è un mammifero della famiglia dei Crisocloridi, endemico del Sudafrica, dove occupa una vasta gamma di habitat, dalle foreste tropicali alla savana, colonizzando anche i giardini delle case e i terreni coltivati.
È stato classificato come specie a sé stante solo nel 2000.